# André de Montbard

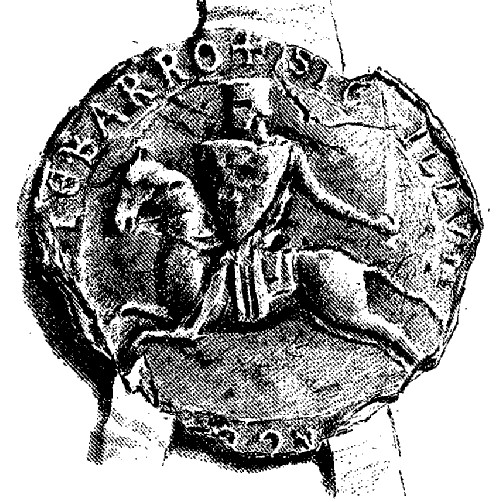
Sello de André de Montbard

Escudo de Armas de André de Montbard.

André de Montbard (1103-1156) fue el quinto gran maestre de la Orden del Temple., función que desempeñó entre 1154 y el 17 de octubre de 1156.

## Biografía
Cuando fue elegido era uno de los miembros de mayor edad de la Orden, ya que formó parte de los míticos nueve fundadores. Era tío de San Bernardo de Claraval. Habiendo sido Senescal de la Orden entre 1148 y 1151, fue elegido con la oposición de otro candidato que contaba con el apoyo de Luis VII, rey de Francia. Es incierta la fecha de su elección y pudo producirse a finales de 1154, si bien la primera mención de su nuevo cargo está fechada el 27 de mayo de 1155 en un escrito del rey de Jerusalén Balduino III. Según el registro de defunciones de la parroquia de Bonlieu, su muerte de produjo el 17 de octubre de 1156. Bertrand de Blanchefort le sucedió ese mismo año.
| Predecesor: Bernard de Tremelay | Gran maestre de la Orden del Temple 1154-1156 | Sucesor: Bertrand de Blanchefort |